# Armeni in Azerbaigian
Gli armeni in Azerbaigian sono gli armeni che vivevano in gran numero nell'odierna Repubblica dell'Azerbaigian e nel suo Stato precursore, la Repubblica Socialista Sovietica Azera. Secondo le statistiche, circa 500.000 armeni vivevano nell'Azerbaigian sovietico prima dello scoppio della prima guerra del Nagorno-Karabakh nel 1988. La maggior parte degli armeno-azeri tuttavia dovette fuggire dalla repubblica, come gli azeri in Armenia, negli eventi che portarono alla guerra del Nagorno-Karabakh e del conflitto armeno-azero in corso. Le atrocità contro la popolazione armena ebbero luogo a Sumgait (febbraio 1988), Ganja (Kirovabad, novembre 1988) e Baku (gennaio 1990). Oggi la stragrande maggioranza degli armeni in Azerbaigian vive in un territorio controllato dalla regione separatista Nagorno-Karabakh che ha dichiarato il suo atto di indipendenza unilaterale nel 1991 sotto l'attuale nome di Repubblica dell'Artsakh ma non è stata riconosciuta da alcun paese, compresa l'Armenia.
Fonti non ufficiali stimano che il numero di armeni che vivono sul territorio azero al di fuori del Nagorno-Karabakh sia compreso tra 2.000 e 3.000, e comprende quasi esclusivamente persone sposate con azeri o di discendenza mista armeno-azera. Il numero di armeni che probabilmente non sono sposati con azeri e non sono di discendenza mista armeno-azera è stimato a 645 (36 uomini e 609 donne) e più della metà (378 o 59% degli armeni in Azerbaigian fuori dal Nagorno-Karabakh) vive a Baku e il resto nelle zone rurali. È probabile che siano anziani e malati e probabilmente non hanno altri membri della famiglia. Data la situazione altamente instabile legata al conflitto, gli armeni in Azerbaigian corrono un grande rischio. In Azerbaigian, lo status degli armeni è precario. Le chiese armene restano chiuse, a causa della grande emigrazione di armeni e del timore di attacchi azeri.

## Storia

### Armeni in Nagorno-Karabakh

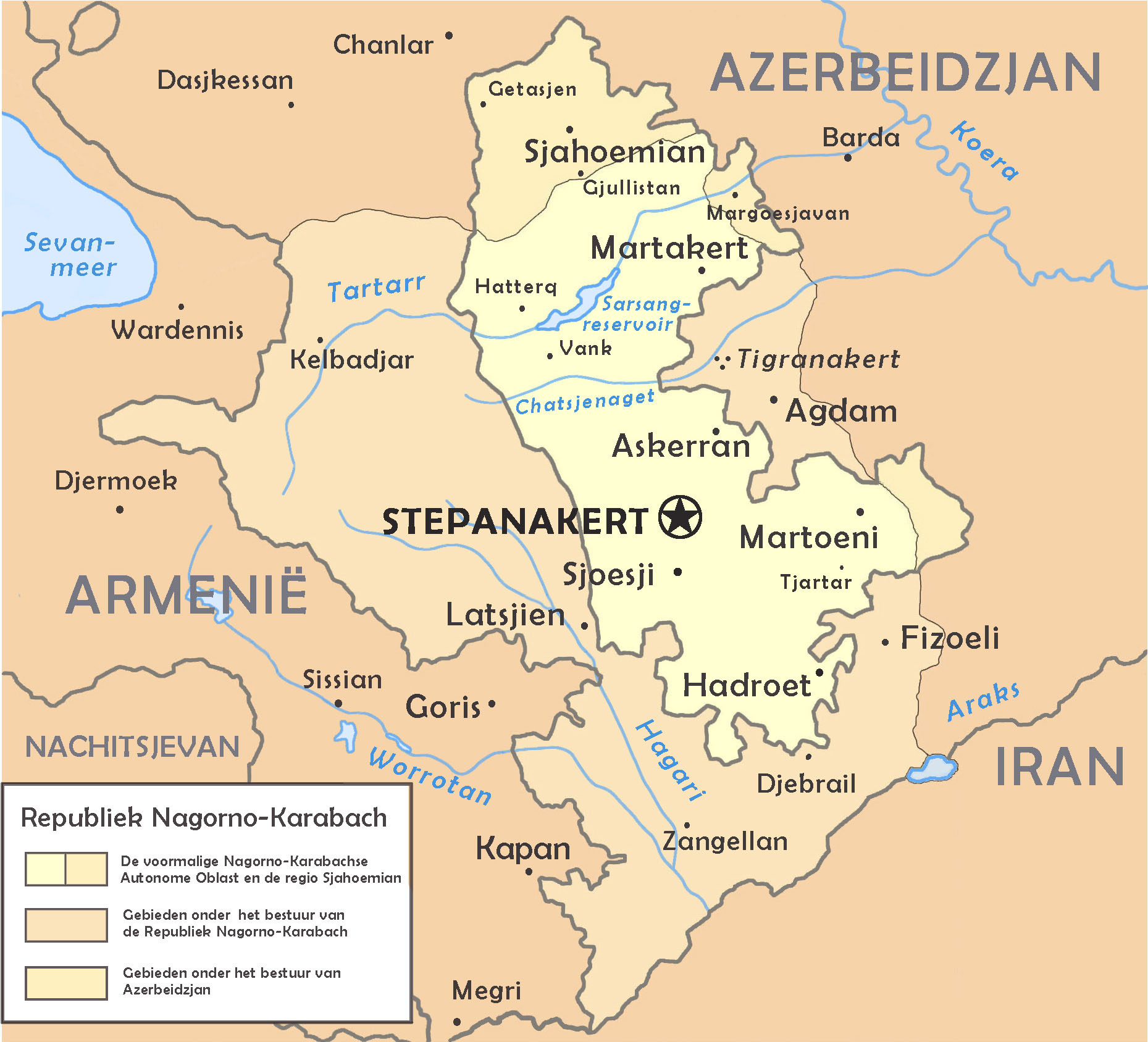
Mappa della repubblica del Nagorno-Karabakh non riconosciuta.

Gli armeni hanno vissuto nella regione del Karabakh sin dall'antichità. All'inizio del II secolo a.C. Il Karabakh divenne parte del Regno d'Armenia come provincia di Artsakh. Nel XIV secolo emerse una leadership armena locale, composta da cinque nobili dinastie guidate da principi, che detenevano i titoli di melik e venivano indicati come Khamsa (cinque in arabo). I melik armeni mantennero il controllo sulla regione fino al XVIII secolo. All'inizio del XVI secolo, il controllo della regione passò alla dinastia safavide, che creò la provincia di Ganja-Karabakh (beylerbeydom, bəylərbəylik). Nonostante queste conquiste, la popolazione dell'Alto Karabakh rimase in gran parte armena.
Il Karabakh passò alla Russia imperiale dal Trattato di Kurekchay, firmato tra il Khan del Karabakh e lo Zar Alessandro I di Russia nel 1805, e successivamente formalizzato dal Trattato russo-persiano di Golestan nel 1813, prima che il resto della Transcaucasia fosse incorporato nell'Impero nel 1828 dal Trattato di Turkmenchay. Nel 1822, il khanato del Karabakh fu sciolto e l'area divenne parte del Governatorato di Elizavetpol all'interno dell'Impero russo.
Dopo la rivoluzione russa del 1917, il Karabakh divenne parte della Repubblica Federativa Democratica Transcaucasica, ma questa si dissolse presto in stati separati. Nei due anni successivi (1918-1920), ci furono una serie di brevi guerre tra Armenia e Azerbaigian in diverse regioni, incluso il Karabakh. Nel luglio 1918, la prima assemblea armena del Nagorno-Karabakh dichiarò l'autogoverno della regione e creò un consiglio nazionale e un governo. Successivamente, le truppe ottomane entrarono nel Karabakh, incontrando la resistenza armata degli armeni.
Nell'aprile 1920, mentre l'esercito azero era bloccato in Karabakh per combattere le forze armene locali, l'Azerbaigian fu conquistato dai bolscevichi. Successivamente, le aree contese di Karabakh, Zangezur e Nakhchivan passarono sotto il controllo dell'Armenia. Nei mesi di luglio e agosto 1920, tuttavia, l'Armata Rossa occupò le montagne del Karabakh, Zangezur e parte del Nakhchivan. Successivamente, per ragioni essenzialmente politiche, l'Unione Sovietica accettò una divisione in base alla quale Zangezur sarebbe caduta sotto il controllo dell'Armenia, mentre il Karabakh e il Nakhchivan sarebbero stati sotto il controllo dell'Azerbaigian. Inoltre, alla parte montuosa del Karabakh che era stata chiamata Nagorno-Karabakh venne concesso uno status autonomo come Oblast Autonoma del Nagorno-Karabakh, dando agli armeni più diritti di quelli concessi agli azeri in Armenia e consentendo agli armeni di essere nominati in posizioni chiave e frequentare le scuole nella loro prima lingua.
Con l'Unione Sovietica saldamente al controllo della regione, il conflitto sulla regione si estinse per diversi decenni. Gli armeni del Karabakh non sono stati repressi in misura sostanziale. Le scuole locali offrivano istruzione in armeno ma insegnavano la storia dell'Azerbaigian e non la storia del popolo armeno; la popolazione aveva accesso alla trasmissione televisiva in lingua armena da un canale di Stepanakert controllato da Baku, e successivamente anche direttamente dall'Armenia, sebbene in modo sfavorevole. A differenza di Baku, i casi di matrimoni misti armeno-azeri nel Nagorno-Karabakh erano molto rari. L'autonomia del Nagorno-Karabakh portò all'ascesa del nazionalismo armeno e alla determinazione degli armeni nel rivendicare l'indipendenza. Con l'inizio della dissoluzione dell'Unione Sovietica alla fine degli anni '80 e all'inizio degli anni '90, la questione del Nagorno-Karabakh riemerse.
Secondo Human Rights Watch, l'OMON azero e le forze militari sovietiche avviarono congiuntamente "una campagna di violenza per disperdere gli abitanti dei villaggi armeni dalle aree a nord e sud del Nagorno-Karabakh, un'enclave territoriale in Azerbaigian dove le comunità armene hanno vissuto per secoli".
"Tuttavia, l'obiettivo non dichiarato era quello di" convincere "la metà degli abitanti pensionati del villaggio a trasferirsi definitivamente in Armenia". Questa azione militare è stata ufficialmente chiamata "Operazione Anello", perché la sua strategia di base consistette nel bombardare i villaggi circostanti (inclusi Martunashen e Chaykand) con carri armati e veicoli corazzati. Agli abitanti dei villaggi azeri fu di venire e saccheggiare i vuoti villaggi armeni, mentre più di diecimila abitanti armeni furono costretti a lasciare l'Azerbaigian.
La maggioranza della popolazione armena avviò un movimento che culminò nella dichiarazione unilaterale di indipendenza.

### Armeni nel Nakhchivan

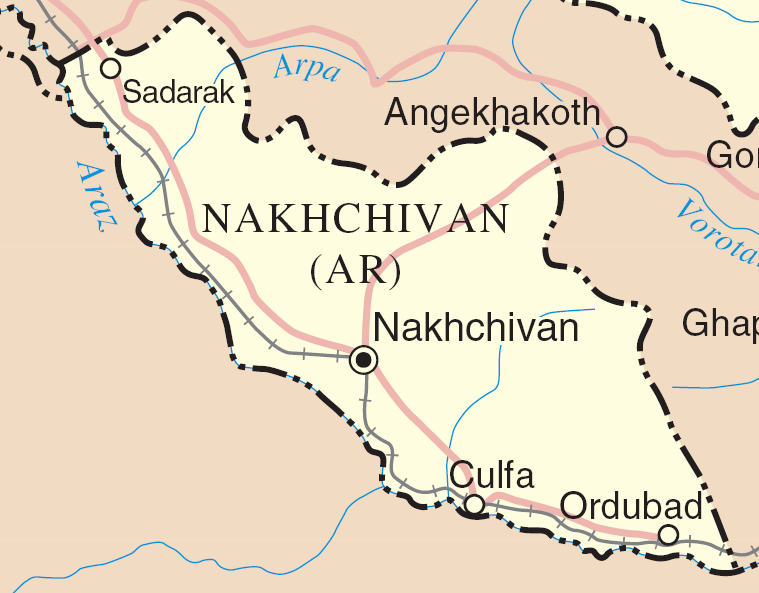
La Repubblica Autonoma di Nakhchivan dell'Azerbaigian.

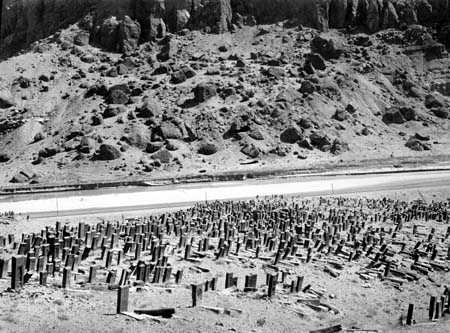
Il cimitero di Julfa raffigurato in una fotografia scattata nel 1915.

Gli armeni avevano una presenza storica nel Nakhchivan (in armeno: Նախիջևան, Nakhijevan). Secondo la tradizione armena, il Nakhchivan era stato fondato dal Noè, delle religioni abramitiche. Entrò a far parte della satrapia dell'Armenia sotto la Persia achemenide nel 521 a.C. circa. Nel 189 a.C., il Nakhchivan faceva parte del nuovo Regno di Armenia fondato da Artassia I. Nel 428, la monarchia armena Arshakuni fu abolita e il Nakhchivan fu annesso alla Persia sassanide. Nel 623 d.C., il possesso della regione passò all'Impero bizantino. Lo stesso Nakhchivan divenne parte del Principato autonomo dell'Armenia sotto il controllo arabo. Dopo la caduta del dominio arabo nel IX secolo, l'area divenne il dominio di diversi emirati musulmani di Arran e Azerbaigian. Il Nakhchivan divenne parte dell'Impero selgiuchide nell'XI secolo, seguito da diventare la capitale degli Atabeg dell'Azerbaigian nel XII secolo. Negli anni 1220 fu saccheggiata da corasmi e dei mongoli. Nel XV secolo, l'indebolimento del dominio mongolo nel Nakhchivan fu forzato dalle dinastie turcomanne di Kara Koyunlu e Ak Koyunlu.
Nel XVI secolo, il controllo di Nakhchivan passò alla dinastia safavide di Persia. Nel 1604, Shah Abbas I Safavi, preoccupato che le terre di Nakhchivan e le aree circostanti sarebbero passate nelle mani degli ottomani, decise di istituire una politica della terra bruciata. Costrinse l'intera popolazione locale, armeni, ebrei e musulmani allo stesso modo, a lasciare le loro case e trasferirsi nelle province persiane a sud del fiume Aras. Molti dei deportati si erano stabiliti nel quartiere di Isfahan chiamato Nuova Julfa poiché la maggior parte dei residenti proveniva dall'originale Julfa (una città prevalentemente armena).
Dopo l'ultima guerra russo-persiana e il trattato di Turkmenchay, il khanato di Nakhchivan passò al possesso russo nel 1828. Il khanato fu sciolto e il suo territorio fu fuso con il territorio del khanato di Erivan e l'area divenne l'uezd del Nakhchivan del nuovo Oblast armeno, che fu riformato nel governatorato di Erivan nel 1849. Una politica di reinsediamento attuata dalle autorità russe incoraggiò una massiccia immigrazione armena al Nakhchivan da varie parti dell'Impero ottomano e dalla Persia. Secondo le statistiche ufficiali dell'Impero russo, all'inizio del XX secolo gli azeri costituivano il 57% della popolazione degli uezd, mentre gli armeni costituivano il 42%.
Durante la rivoluzione russa del 1905 scoppiò il conflitto tra armeni e azeri, culminato nei massacri armeno-tartari. Nell'ultimo anno della prima guerra mondiale, il Nakhchivan fu teatro di ulteriori spargimenti di sangue tra armeni e azeri, che rivendicarono entrambi l'area. Nel 1914, la popolazione armena era al 40%, mentre la popolazione azera aumentò al 60% circa. Dopo la rivoluzione di febbraio, la regione era sotto l'autorità del Comitato Transcaucasico Speciale del Governo Provvisorio Russo e successivamente della Repubblica Federativa Democratica Transcaucasica di breve durata. Quando essa fu sciolta nel maggio 1918, Nakhchivan, Nagorno-Karabakh, Zangezur (oggi la provincia armena di Syunik) e Qazakh furono pesantemente contese tra gli stati appena formati e di breve durata della Prima Repubblica di Armenia (DRA) e la Repubblica Democratica di Azerbaigian (ADR). Nel giugno 1918, la regione cadde sotto l'occupazione ottomana. In base ai termini dell'armistizio di Mudros, gli ottomani accettarono di ritirare le loro truppe dalla Transcaucasia per far posto all'imminente presenza militare britannica.
Dopo una breve occupazione britannica e la fragile pace che tentarono di imporre, nel dicembre 1918, con il sostegno del Partito Musavat dell'Azerbaigian, Jafargulu Khan Nakhchivanski dichiarò la Repubblica di Aras nell'uezd di Nakhchivan dell'ex Governatorato di Yerevan assegnata all'Armenia da Wardrop. Il governo armeno non riconobbe il nuovo stato e inviò le sue truppe nella regione per prenderne il controllo. Il conflitto scoppiò presto nella violenta guerra di Aras. Entro la metà di giugno 1919, tuttavia, l'Armenia riuscì a stabilire il controllo sul Nakhchivan e sull'intero territorio dell'autoproclamata repubblica. La caduta della repubblica di Aras innescò un'invasione dell'esercito regolare azero e alla fine di luglio le truppe armene furono costrette a lasciare la città di Nakhchivan agli azeri. A metà marzo 1920, le forze armene lanciarono un'offensiva su tutti i territori contesi, e alla fine del mese entrambe le regioni di Nakhchivan e Zangezur passarono sotto il controllo armeno stabile ma temporaneo. Nel luglio 1920, l'undicesima Armata Rossa sovietica invase e occupò la regione e il 28 luglio dichiarò la Repubblica Socialista Sovietica Autonoma di Nakhchivan con "stretti legami" con la RSS dell'Azerbaigian. Fu indetto un referendum per la consultazione della popolazione di Nakhchivan. Secondo le cifre formali di questo referendum, tenutasi all'inizio del 1921, il 90% della popolazione di Nakhchivan voleva essere inclusa nella RSS dell'Azerbaigian "con i diritti di una repubblica autonoma". La decisione di rendere il Nakhchivan parte dell'attuale Azerbaigian fu cementata il 16 marzo 1921 nel Trattato di Mosca tra la Russia bolscevica e la Turchia. L'accordo tra la Russia sovietica e la Turchia prevedeva anche l'attaccamento dell'ex l'uezd Sharur-Daralagez (che aveva una solida maggioranza azera) al Nakhchivan, consentendo così alla Turchia di condividere un confine con la RSS azera. Questo accordo fu riaffermato il 23 ottobre, nel Trattato di Kars.
Negli anni successivi all'istituzione del dominio sovietico, il Nakhchivan assistette a un significativo cambiamento demografico. La sua popolazione armena diminuì gradualmente man mano che molti emigrarono. Secondo le statistiche pubblicate dal governo imperiale russo nel 1916, gli armeni costituivano il 40% della popolazione dell'uezd del Nakhchivan. I confini dell'uezd furono ridisegnati e nel censimento tutto sovietico del 1926 l'11% della popolazione della regione era armena. Nel 1979 questo numero si era ridotto all'1,4%. La popolazione azera, nel frattempo, era aumentata in modo sostanziale sia con un tasso di natalità più elevato che con l'immigrazione (passando dall'85% nel 1926 al 96% nel 1979). La popolazione armena vide una forte riduzione del proprio numero nel corso degli anni con i rimpatri in Armenia e altrove.
Alcuni gruppi politici armeni della Repubblica di Armenia e della diaspora armena, tra cui in particolare la Federazione rivoluzionaria armena (ARF), affermano che il Nakhchivan dovrebbe appartenere all'Armenia. Tuttavia, il Nakhchivan non è ufficialmente rivendicato dal governo dell'Armenia. Tuttavia enormi resti religiosi e culturali armeni sono testimoni della presenza storica degli armeni nella regione del Nakhcivan (Nakichevan, a volte Nakhijevan in armeno). Recentemente il cimitero armeno medievale di Jugha (Culfa o Julfa) nel Nakhchivan, è considerato dagli armeni come il più grande e prezioso deposito di lapidi medievali contrassegnate da croci cristiane, i khachkar (di cui più di 2.000 erano ancora lì alla fine degli anni '80). Il sito è stato completamente distrutto dai soldati azeri nel 2006.

## Situazione attuale
Gli armeni che rimangono ancora in Azerbaigian vivono praticamente in clandestinità e hanno anche cambiato i loro nomi e cognomi armeni in nomi azeri al fine di mantenere un profilo estremamente basso per evitare molestie e attacchi fisici. Secondo un rapporto del servizio di immigrazione e naturalizzazione degli Stati Uniti del 1993:
Un rapporto della Commissione europea contro il razzismo e l'intolleranza (ECRI) pubblicato nel maggio 2011 ha rilevato che le loro condizioni erano appena migliorate. Ha scoperto che:
Ha inoltre espresso preoccupazione per il "fatto che il costante discorso negativo dei funzionari e dei media riguardo alla Repubblica di Armenia aiuta a sostenere un clima di opinione negativo riguardo alle persone di origine armena che rientrano nella giurisdizione delle autorità azere". Ha raccomandato al governo di "lavorare attivamente per migliorare il clima di opinione riguardo agli armeni che rientrano sotto la giurisdizione dell'Azerbaigian".